# Wereldkampioenschap voetbal onder 17 - 2005
Het elfde wereldkampioenschap voetbal onder 17 werd gehouden in Peru van 16 september tot en met 2 oktober 2005. Spelers geboren na 1 januari 1988 mochten meedoen. Het toernooi werd voor de eerste keer gewonnen door Mexico.

## Gekwalificeerde landen
Er deden 16 teams uit zes confederaties mee. Teams konden zich kwalificeren via een jeugdtoernooi dat binnen elke confederatie georganiseerd werd. 
| Confederatie                                   | Kwalificatietoernooi                                                                        | Gekwalificeerde landen             |
| ---------------------------------------------- | ------------------------------------------------------------------------------------------- | ---------------------------------- |
| AFC (Azië)                                     | Aziatisch kampioenschap voetbal onder 17 - 2004 Japan, 4–18 september 2004                  | China Noord-Korea Qatar            |
| CAF (Afrika)                                   | Afrikaans kampioenschap voetbal onder 17 - 2005 Gambia, 7–22 mei 2005                       | Gambia Ivoorkust Ghana             |
| CONCACAF (Noord, Centraal-Amerika & Caribbean) | CONCACAF-kampioenschap voetbal onder 17 - 2005 Costa Rica en Mexico, 12 april – 21 mei 2005 | Costa Rica Mexico Verenigde Staten |
| CONMEBOL (Zuid-Amerika)                        | Zuid-Amerikaans kampioenschap voetbal onder 17 - 2005 Venezuela, 1–17 april 2005            | Brazilië Uruguay                   |
| OFC (Oceanië)                                  | Oceanisch kampioenschap voetbal onder 17 - 2005 Nieuw-Caledonië, 2–15 april 2005            | Australië                          |
| UEFA (Europa)                                  | Europees kampioenschap voetbal onder 17 - 2005 Italië, 3–14 mei 2005                        | Turkije Nederland Italië           |
| Gastland                                       | Gastland                                                                                    | Peru                               |

## Groepsfase

### Groep A
| Team       | Wed | W | G | V | DV | DT | DS | Ptn |
| ---------- | --- | - | - | - | -- | -- | -- | --- |
| Costa Rica | 3   | 1 | 2 | 0 | 4  | 4  | +2 | 5   |
| China      | 3   | 1 | 2 | 0 | 3  | 2  | +1 | 5   |
| Ghana      | 3   | 0 | 3 | 0 | 3  | 3  | 0  | 3   |
| Peru       | 3   | 0 | 1 | 2 | 1  | 4  | −3 | 1   |

|                                           |          |         |              |                                                                               |
| 16 september 2005 17:00 (PET) 22:00 (UTC) | China    | 1–1     | Costa Rica   | Estadio Mansiche, Trujillo Toeschouwers: 18.000 Scheidsrechter: Toru Kamikawa |
| 16 september 2005 17:00 (PET) 22:00 (UTC) | Tang 17' | Verslag | 10' Carrillo | Estadio Mansiche, Trujillo Toeschouwers: 18.000 Scheidsrechter: Toru Kamikawa |

|                                           |                   |         |                     |                                                                                    |
| 16 september 2005 20:00 (PET) 01:00 (UTC) | Peru              | 1–1     | Ghana               | Estadio Mansiche, Trujillo Toeschouwers: 21.100 Scheidsrechter: Frank De Bleeckere |
| 16 september 2005 20:00 (PET) 01:00 (UTC) | Chavez 10' (pen.) | Verslag | 62' (e.d.) Cárdenas | Estadio Mansiche, Trujillo Toeschouwers: 21.100 Scheidsrechter: Frank De Bleeckere |

|                                           |             |         |            |                                                                                 |
| 19 september 2005 15:30 (PET) 20:30 (UTC) | Ghana       | 1–1     | Costa Rica | Estadio Mansiche, Trujillo Toeschouwers: 15.000 Scheidsrechter: Jorge Larrionda |
| 19 september 2005 15:30 (PET) 20:30 (UTC) | Quartey 58' | Verslag | 47' Borges | Estadio Mansiche, Trujillo Toeschouwers: 15.000 Scheidsrechter: Jorge Larrionda |

|                                           |      |         |          |                                                                            |
| 19 september 2005 18:15 (PET) 23:15 (UTC) | Peru | 0–1     | China    | Estadio Mansiche, Trujillo Toeschouwers: 20.000 Scheidsrechter: Óscar Ruiz |
| 19 september 2005 18:15 (PET) 23:15 (UTC) |      | Verslag | 13' Deng | Estadio Mansiche, Trujillo Toeschouwers: 20.000 Scheidsrechter: Óscar Ruiz |

|                                           |                              |         |      |                                                                                |
| 22 september 2005 18:15 (PET) 23:15 (UTC) | Costa Rica                   | 2–0     | Peru | Estadio Max Augustín, Iquitos Toeschouwers: 25.000 Scheidsrechter: Mark Shield |
| 22 september 2005 18:15 (PET) 23:15 (UTC) | Solorzano 45+1' Elizondo 77' | Verslag |      | Estadio Max Augustín, Iquitos Toeschouwers: 25.000 Scheidsrechter: Mark Shield |

|                                           |            |         |          |                                                                             |
| 22 september 2005 18:15 (PET) 23:15 (UTC) | Ghana      | 1–1     | China    | Estadio Miguel Grau, Piura Toeschouwers: 15.320 Scheidsrechter: Alain Hamer |
| 22 september 2005 18:15 (PET) 23:15 (UTC) | Bukari 56' | Verslag | 60' Wang | Estadio Miguel Grau, Piura Toeschouwers: 15.320 Scheidsrechter: Alain Hamer |

### Groep B
| Team      | Wed | W | G | V | DV | DT | DS | Ptn |
| --------- | --- | - | - | - | -- | -- | -- | --- |
| Turkije   | 3   | 3 | 0 | 0 | 6  | 3  | +3 | 9   |
| Mexico    | 3   | 2 | 0 | 1 | 6  | 2  | +4 | 6   |
| Australië | 3   | 1 | 0 | 2 | 2  | 5  | −3 | 3   |
| Uruguay   | 3   | 0 | 0 | 3 | 3  | 7  | −4 | 0   |

|                                           |         |         |                       |                                                                        |
| 16 september 2005 14:15 (PET) 19:15 (UTC) | Uruguay | 0–2     | Mexico                | Estadio Nacional, Lima Toeschouwers: 8.000 Scheidsrechter: Alain Hamer |
| 16 september 2005 14:15 (PET) 19:15 (UTC) |         | Verslag | Vela 47' Villaluz 54' | Estadio Nacional, Lima Toeschouwers: 8.000 Scheidsrechter: Alain Hamer |

|                                           |           |         |           |                                                                         |
| 16 september 2005 17:00 (PET) 22:00 (UTC) | Turkije   | 1–0     | Australië | Estadio Nacional, Lima Toeschouwers: 14.200 Scheidsrechter: Kevin Stott |
| 16 september 2005 17:00 (PET) 22:00 (UTC) | Sahin 84' | verslag |           | Estadio Nacional, Lima Toeschouwers: 14.200 Scheidsrechter: Kevin Stott |

|                                           |                          |         |           |                                                                             |
| 19 september 2005 15:30 (PET) 20:30 (UTC) | Mexico                   | 3–0     | Australië | Estadio Nacional, Lima Toeschouwers: 6.000 Scheidsrechter: Horacio Elizondo |
| 19 september 2005 15:30 (PET) 20:30 (UTC) | Esparza 20' Vela 43' 79' | verslag |           | Estadio Nacional, Lima Toeschouwers: 6.000 Scheidsrechter: Horacio Elizondo |

|                                           |                                  |         |                                   |                                                                         |
| 19 september 2005 18:15 (PET) 23:15 (UTC) | Uruguay                          | 2–3     | Turkije                           | Estadio Nacional, Lima Toeschouwers: 4.000 Scheidsrechter: Mourad Daami |
| 19 september 2005 18:15 (PET) 23:15 (UTC) | Murat D. 28' (e.d.) Figueroa 78' | verslag | 12' Deniz 80' Özgürcan 84' Tevfik | Estadio Nacional, Lima Toeschouwers: 4.000 Scheidsrechter: Mourad Daami |

|                                           |                     |         |              |                                                                                   |
| 22 september 2005 15:30 (PET) 20:30 (UTC) | Australië           | 2–1     | Uruguay      | Estadio Elías Aguirre, Chiclayo Toeschouwers: 11.100 Scheidsrechter: Jerome Damon |
| 22 september 2005 15:30 (PET) 20:30 (UTC) | Burns 20' Kruse 83' | Verslag | 38' Figueroa | Estadio Elías Aguirre, Chiclayo Toeschouwers: 11.100 Scheidsrechter: Jerome Damon |

|                                           |            |         |                             |                                                                               |
| 22 september 2005 15:30 (PET) 20:30 (UTC) | Mexico     | 1–2     | Turkije                     | Estadio Miguel Grau, Piura Toeschouwers: 14.560 Scheidsrechter: Toru Kamikawa |
| 22 september 2005 15:30 (PET) 20:30 (UTC) | Guzman 11' | Verslag | 28' Deniz 90+1' Caner Erkin | Estadio Miguel Grau, Piura Toeschouwers: 14.560 Scheidsrechter: Toru Kamikawa |

### Groep C
| Team             | Wed | W | G | V | DV | DT | DS | Ptn |
| ---------------- | --- | - | - | - | -- | -- | -- | --- |
| Verenigde Staten | 3   | 2 | 1 | 0 | 7  | 4  | +3 | 7   |
| Noord-Korea      | 3   | 1 | 1 | 1 | 6  | 4  | +2 | 4   |
| Italië           | 3   | 1 | 1 | 1 | 6  | 7  | −1 | 4   |
| Ivoorkust        | 3   | 0 | 1 | 2 | 4  | 8  | −4 | 1   |

|                                           |                                     |         |                                         |                                                                                            |
| 17 september 2005 10:00 (PET) 15:00 (UTC) | Ivoorkust                           | 3–4     | Italië                                  | Estadio Elías Aguirre, Chiclayo Toeschouwers: 14.800 Scheidsrechter: Subkhiddin Mohd Saleh |
| 17 september 2005 10:00 (PET) 15:00 (UTC) | Diomande 27' Fofana 53' Kouassi 87' | Verslag | 21', 32' Tiboni 86' Mandorlini 89' Foti | Estadio Elías Aguirre, Chiclayo Toeschouwers: 14.800 Scheidsrechter: Subkhiddin Mohd Saleh |

|                                           |                                       |         |                                   |                                                                                   |
| 17 september 2005 12:45 (PET) 17:45 (UTC) | Verenigde Staten                      | 3–2     | Noord-Korea                       | Estadio Elías Aguirre, Chiclayo Toeschouwers: 15.200 Scheidsrechter: Jerome Damon |
| 17 september 2005 12:45 (PET) 17:45 (UTC) | Soroka 13' Nakazawa 43' Zimmerman 72' | Verslag | 24' Choe Myong-Ho 86' Kim Kuk-Jin | Estadio Elías Aguirre, Chiclayo Toeschouwers: 15.200 Scheidsrechter: Jerome Damon |

|                                           |              |         |                                      |                                                                                  |
| 20 september 2005 15:30 (PET) 20:30 (UTC) | Italië       | 1–3     | Verenigde Staten                     | Estadio Elías Aguirre, Chiclayo Toeschouwers: 15.240 Scheidsrechter: Mark Shield |
| 20 september 2005 15:30 (PET) 20:30 (UTC) | Russotto 74' | Verslag | 47' Sarkodie 67' Nakazawa 90' Soroka | Estadio Elías Aguirre, Chiclayo Toeschouwers: 15.240 Scheidsrechter: Mark Shield |

|                                           |           |         |                                    |                                                                                         |
| 20 september 2005 18:15 (PET) 23:15 (UTC) | Ivoorkust | 0–3     | Noord-Korea                        | Estadio Elías Aguirre, Chiclayo Toeschouwers: 14.500 Scheidsrechter: Frank De Bleeckere |
| 20 september 2005 18:15 (PET) 23:15 (UTC) |           | Verslag | 9' (pen.) 38' Choe M-H 44' Kim K-I | Estadio Elías Aguirre, Chiclayo Toeschouwers: 14.500 Scheidsrechter: Frank De Bleeckere |

|                                           |                  |         |           |                                                                        |
| 23 september 2005 15:30 (PET) 20:30 (UTC) | Verenigde Staten | 1–1     | Ivoorkust | Estadio Nacional, Lima Toeschouwers: 12.000 Scheidsrechter: Óscar Ruiz |
| 23 september 2005 15:30 (PET) 20:30 (UTC) | Hall 4'          | Verslag | 87' Bamba | Estadio Nacional, Lima Toeschouwers: 12.000 Scheidsrechter: Óscar Ruiz |

|                                           |             |         |             |                                                                              |
| 23 september 2005 15:30 (PET) 20:30 (UTC) | Italië      | 1–1     | Noord-Korea | Estadio Mansiche, Trujillo Toeschouwers: 10.000 Scheidsrechter: Mourad Daami |
| 23 september 2005 15:30 (PET) 20:30 (UTC) | Palermo 92' | Verslag | 22' Kim K-J | Estadio Mansiche, Trujillo Toeschouwers: 10.000 Scheidsrechter: Mourad Daami |

### Groep D
| Team      | Wed | W | G | V | DV | DT | DS  | Ptn |
| --------- | --- | - | - | - | -- | -- | --- | --- |
| Brazilië  | 3   | 2 | 0 | 1 | 9  | 4  | +5  | 6   |
| Nederland | 3   | 2 | 0 | 1 | 8  | 5  | +3  | 6   |
| Gambia    | 3   | 2 | 0 | 1 | 6  | 4  | +2  | 6   |
| Qatar     | 3   | 0 | 0 | 3 | 4  | 14 | −10 | 0   |

|                                           |                                                              |         |                                        |                                                                             |
| 17 september 2005 15:15 (PET) 20:15 (UTC) | Nederland                                                    | 5–3     | Qatar                                  | Estadio Miguel Grau, Piura Toeschouwers: 20.800 Scheidsrechter: Mark Shield |
| 17 september 2005 15:15 (PET) 20:15 (UTC) | Emnes 6' 85' Buijs 30' (pen.) Van der Kooij 58' Goossens 65' | Verslag | 11' (pen.) Afif 31' Ali 83' Al Khalfan | Estadio Miguel Grau, Piura Toeschouwers: 20.800 Scheidsrechter: Mark Shield |

|                                           |          |         |                                           |                                                                                 |
| 17 september 2005 18:00 (PET) 23:00 (UTC) | Brazilië | 1–3     | Gambia                                    | Estadio Miguel Grau, Piura Toeschouwers: 22.300 Scheidsrechter: Marco Rodríguez |
| 17 september 2005 18:00 (PET) 23:00 (UTC) | Igor 23' | Verslag | 27' Mansally 45' Ceesay 74' (pen.) Jallow | Estadio Miguel Grau, Piura Toeschouwers: 22.300 Scheidsrechter: Marco Rodríguez |

|                                           |         |        |                                          |                                                                                       |
| 20 september 2005 15:30 (PET) 20:30 (UTC) | Qatar   | 1–3    | Gambia                                   | Estadio Miguel Grau, Piura Toeschouwers: 18.424 Scheidsrechter: Subkhddin Mohd Salleh |
| 20 september 2005 15:30 (PET) 20:30 (UTC) | Ali 31' | Report | 24' Ceesay 74' (pen.) Jallow 90+2' Jagne | Estadio Miguel Grau, Piura Toeschouwers: 18.424 Scheidsrechter: Subkhddin Mohd Salleh |

|                                           |                 |         |                   |                                                                             |
| 20 september 2005 18:15 (PET) 23:15 (UTC) | Nederland       | 1–2     | Brazilië          | Estadio Miguel Grau, Piura Toeschouwers: 20.749 Scheidsrechter: Kevin Stott |
| 20 september 2005 18:15 (PET) 23:15 (UTC) | Sindei 28' (ed) | Verslag | 8' Igor 60' Ramón | Estadio Miguel Grau, Piura Toeschouwers: 20.749 Scheidsrechter: Kevin Stott |

|                                           |        |         |                            |                                                                             |
| 23 september 2005 18:15 (PET) 23:15 (UTC) | Gambia | 0–2     | Nederland                  | Estadio Nacional, Lima Toeschouwers: 17.000 Scheidsrechter: Jorge Larrionda |
| 23 september 2005 18:15 (PET) 23:15 (UTC) |        | Verslag | 33' Goossens 72' Marcellis | Estadio Nacional, Lima Toeschouwers: 17.000 Scheidsrechter: Jorge Larrionda |

|                                           |       |         |                                                                  |                                                                                    |
| 23 september 2005 18:15 (PET) 23:15 (UTC) | Qatar | 0–6     | Brazilië                                                         | Estadio Mansiche, Trujillo Toeschouwers: 15.000 Scheidsrechter: Frank De Bleeckere |
| 23 september 2005 18:15 (PET) 23:15 (UTC) |       | Verslag | 13' 45+2' Ramón 39' Denílson 57' Roberto 58' Renato 74' Anderson | Estadio Mansiche, Trujillo Toeschouwers: 15.000 Scheidsrechter: Frank De Bleeckere |

## Kwartfinales
|                                  |                          |            |                                                    |                                                                                        |
| 25 september 16:00 PET 21:00 UTC | Costa Rica               | 1 – 3 (nv) | Mexico                                             | Estadio Miguel Grau, Piura Toeschouwers: 14.724 Scheidsrechter: Subkhiddin Mohd Salleh |
| 25 september 16:00 PET 21:00 UTC | Efraín Juárez 67' (e.d.) | Report     | 88' Efraín Juárez 96' Ever Guzman 109' Carlos Vela | Estadio Miguel Grau, Piura Toeschouwers: 14.724 Scheidsrechter: Subkhiddin Mohd Salleh |

|                                  |                                                                                  |         |        |                                                                                    |
| 25 september 19:00 PET 00:00 UTC | Turkije                                                                          | 5 – 1   | China  | Estadio Max Augustín, Iquitos Toeschouwers: 24.000 Scheidsrechter: Marco Rodríguez |
| 25 september 19:00 PET 00:00 UTC | Tevfik Köse 10' Caner Erkin 33' Nuri Şahin 54' Tevfik Köse 88' Caner Erkin 90+1' | Verslag | Gu 57' | Estadio Max Augustín, Iquitos Toeschouwers: 24.000 Scheidsrechter: Marco Rodríguez |

|                                  |                  |         |                                           |                                                                                 |
| 26 september 16:00 PET 21:00 UTC | Verenigde Staten | 0 – 2   | Nederland                                 | Estadio Mansiche, Trujillo Toeschouwers: 9.000 Scheidsrechter: Horacio Elizondo |
| 26 september 16:00 PET 21:00 UTC |                  | Verslag | 45+1' Jeffrey Sarpong 84' Jeffrey Sarpong | Estadio Mansiche, Trujillo Toeschouwers: 9.000 Scheidsrechter: Horacio Elizondo |

|                                  |                                     |            |                  |                                                                                |
| 26 september 19:00 PET 00:00 UTC | Brazilië                            | 3 – 1 (nv) | Noord-Korea      | Estadio Max Augustín, Iquitos Toeschouwers: 25.000 Scheidsrechter: Alain Hamer |
| 26 september 19:00 PET 00:00 UTC | Ramón 48' Celsinho 100' Igor 120+3' | Verslag    | 82' Kim Kyong Il | Estadio Max Augustín, Iquitos Toeschouwers: 25.000 Scheidsrechter: Alain Hamer |

## Halve finales
|                                  |                                                                         |         |           |                                                                                  |
| 29 september 16:00 PET 21:00 UTC | Mexico                                                                  | 4 – 0   | Nederland | Estadio Elias Aguirre, Chiclayo Toeschouwers: 16.800 Scheidsrechter: Mark Shield |
| 29 september 16:00 PET 21:00 UTC | Cesar Villaluz 33' Héctor Moreno 50' Cesar Villaluz 61' Ever Guzman 90' | Verslag |           | Estadio Elias Aguirre, Chiclayo Toeschouwers: 16.800 Scheidsrechter: Mark Shield |

|                                  |                                                  |         |                                               |                                                                                    |
| 29 september 19:00 PET 00:00 UTC | Turkije                                          | 3 – 4   | Brazilië                                      | Estadio Mansiche, Trujillo Toeschouwers: 19.000 Scheidsrechter: Frank De Bleeckere |
| 29 september 19:00 PET 00:00 UTC | Caner Erkin 45+2' Tevfik Köse 70' Nuri Şahin 76' | Verslag | 1' Celsinho 26' Anderson 32' Marcelo 90' Igor | Estadio Mansiche, Trujillo Toeschouwers: 19.000 Scheidsrechter: Frank De Bleeckere |

## Troostfinale
|                               |                                     |         |                |                                                                             |
| 2 oktober 15:00 PET 20:00 UTC | Nederland                           | 2 – 1   | Turkije        | Estadio Nacional, Lima Toeschouwers: 35.000 Scheidsrechter: Jorge Larrionda |
| 2 oktober 15:00 PET 20:00 UTC | John Goossens 13' John Goossens 88' | Verslag | 90' Nuri Şahin | Estadio Nacional, Lima Toeschouwers: 35.000 Scheidsrechter: Jorge Larrionda |

## Finale
|                               |                                                  |         |          |                                                                                |
| 2 oktober 18:00 PET 23:00 UTC | Mexico                                           | 3 – 0   | Brazilië | Estadio Nacional, Lima Toeschouwers: 40.000 Scheidsrechter: Frank De Bleeckere |
| 2 oktober 18:00 PET 23:00 UTC | Carlos Vela 31' Omar Esparza 33' Ever Guzman 86' | Verslag |          | Estadio Nacional, Lima Toeschouwers: 40.000 Scheidsrechter: Frank De Bleeckere |